# John Möller
John Emil Möller, född 18 december 1882 i Ottarp, död 29 oktober 1944 i Maria Magdalena församling i Stockholm, var en svensk grosshandlare, grundare av och från 1919 verkställande direktör för Möller & Co.  

## Biografi
Han var son till Nils Möller Persson och Elin Benedictsson. 
Efter studier vid Påhlmans handelsinstitut år 1901–1902 och anställningar vid kolonialvarufirman Julius Burmeister, tog John Möller år 1909 över en butik i Gamla stan i Stockholm, med vilken han grundade firma Möller & Co, en engrosaffär med försäljning av ägg, ost och honung. Året därpå, 1910, övertog brodern Henning Möller företaget, medan John Möller var engagerad i Maggibolaget i Berlin i Tyskland.
Den 7 juni 1913 gifte sig Möller i Maria Magdalena församling i Stockholm med Anna Blomdahl.
Firma Möller & Co ombildades till aktiebolag år 1918, och år 1919 återinträdde John Möller i företaget, varefter båda bröderna fungerade som verkställande direktörer. Efter 1918 expanderade verksamheten med bland annat kafferosteri och blev snart ett av Sveriges största kolonialvaruföretag.
Möller innehade de elva sista åren av sitt liv ledande befattningar inom Stockholms handelskammare och olika grossistsammanslutningar. 